# سان إيسيدرو (بوينس آيرس)
سان إيسيدرو، بوينس آيرس (بالإسبانية: San Isidro, Buenos Aires)‏ هي منطقة سكنية تقع في الأرجنتين في San Isidro Partido. يقدر عدد سكانها بـ 45,190 نسمة وترتفع عن سطح البحر 15 متر.

## توأمة
لسان إيسيدرو (بوينس آيرس) اتفاقيات توأمة مع كل من:
- هرتسليا
- ناغاساكي

## أعلام
- أغوستين كاردوزو
- أوسكار ألفريدو جالفيز
- سانتياغو لانج
- خوسيه ديلا توري
- ألان جبريل رودريغيز
- فرنسيسكو كرسبو إي دينيس
- حزقيال كارلوس هوارد
- خورخي براون
- إنريكي سنكلير